# Cremnops sharkei
Cremnops sharkei är en stekelart som beskrevs av Berta 1998. Cremnops sharkei ingår i släktet Cremnops och familjen bracksteklar. Inga underarter finns listade i Catalogue of Life.